# Huamanga (tỉnh)
Tỉnh Huamanga (tiếng Tây Ban Nha: Provincia de Huamanga) là một tỉnh thuộc vùng Ayacucho của Peru. Tỉnh Huamanga có diện tích 2981 km², dân số thời điểm theo điều tra dân số ngày 11 tháng 7 năm 1993 là 163197 người. Tỉnh lỵ đóng ở Ayacucho.